# Institut national d'optique
Pour les articles homonymes, voir INO.
L’Institut national d’optique (INO) est une firme privée québécoise à but non lucratif fondée en 1985. L'INO conçoit et développe des technologies et des solutions en optique et photonique pour les PME et les grandes entreprises. Elle prétend regrouper le plus important bassin de compétences dans le domaine et dessert ses clients, les PME et les grandes entreprises, tant à l’échelle régionale que nationale et internationale. L’INO offre une gamme complète et intégrée de services en optique/photonique à des clients de toutes tailles dans tous les domaines de l’activité industrielle. L’INO dispose d’une variété de technologies et de procédés innovateurs appuyés par un solide portefeuille de propriété intellectuelle. L'INO détient, à titre de cessionnaire, quelque 147 brevets protégeant une variété d'innovations technologiques, et 103 brevets supplémentaires sont en attente d'approbation. L'INO a été reconnue comme Centre d'excellence en innovation par le gouvernement canadien.

## Historique
C'est à l'initiative de l'Université Laval, qui, à l'époque, formait à elle seule la moitié des chercheurs en optique/photonique, de l'Association canadienne des physiciens, du Conseil de recherches en sciences naturelles et en génie du Canada (CNRSG) et de différents partenaires de la région de Québec que l'INO est officiellement constituée en 1985. Sa mission est d'être un centre d'expertise de classe mondiale en optique/photonique qui assiste les entreprises en vue d'améliorer leur compétitivité et de contribuer à leur développement. Elle se donne comme objectif, chaque année, de voir naître au moins une entreprise issue d'une nouvelle technologie développée par son équipe. La compagnie a des bureaux à Québec, à Montréal, à Hamilton et à Edmonton.
L’INO a joué un rôle de pionnière dans la recherche en optique/photonique axée sur le développement industriel et continue de s’affirmer aujourd’hui comme le plus important centre de recherche et de commercialisation à vocation industrielle au Canada.  Ses nombreuses percées technologiques et ses innovations en optique et photonique ont permis à plusieurs entreprises canadiennes de demeurer compétitives dans leur marché.
Au cours des prochaines années, l’INO vise à consolider sa position de référence en optique/photonique pour l'industrie canadienne et internationale. Disposant d'un vaste capital scientifique, l'INO se croit plus que jamais en position de force pour aider les entreprises québécoises et canadiennes à prospérer et à créer des emplois au Québec et au Canada. Elle vise une croissance organique, non seulement par l’expansion de ses domaines d’applications, mais aussi par une présence accrue à l’échelle pancanadienne.

## Expertise
Les programmes technologiques et industriels de l'INO comprennent : Énergie et ressources naturelles, Défense et sécurité, MEMS et microfabrication, Fabrication avancée, Environnement, Conception optique, Vision, Lasers et sources ainsi que Biophotonique. Depuis sa création, l’INO est à l’origine de 28 essaimages d’entreprises, a conclu 50 transferts technologiques vers l’industrie et a réalisé près de 4500 contrats de service pour le compte de PME et de grandes entreprises dans divers domaines. L'INO possède un large éventail d'expertise : biophotonique, bolomètres et modules IR, capteurs à fibre, capteurs 3D, conception optique, contrôle de faisceaux, fibres optiques spéciales, lasers et lasers à fibres, lidar et télédétection, MEMS/MOEMS, microfabrication, micro-usinage laser, spectroscopie appliquée, systèmes de vision, technologie spatiale et astronomie.
L'INO est un fabricant licencié de microbolomètres.

## Structure de l'entreprise
L'INO est dirigée par un conseil d'administration et un comité consultatif composés d'experts du milieu. Son conseil d'administration comprend 18 membres : membres du secteur privé, représentants du milieu universitaire et représentants des deux paliers gouvernementaux. L’INO compte plus de 200 employés dont 80 % possèdent une formation scientifique et technique de haut niveau. On y trouve des : physiciens, concepteurs optiques, ingénieurs électroniciens, ingénieurs mécaniciens, ingénieurs électriciens, ingénieurs de production/qualité, chimistes, biologistes, programmeurs, technologues, machinistes et assistants techniques spécialisés.

## International Society for Professional Innovation Management (ISPIM)
Le premier ISPIM s'est tenu à Singapore en décembre 2008, suivi d'une deuxième édition à la ville de New York en décembre 2009. L'idée derrière ce premier symposium était d'organiser un évènement en dehors de l'Europe, lieu traditionnel du principal symposium ISPIM. Le nombre de délégués a connu une croissance constante, et 185 personnes ont participé à l'évènement ayant lieu à New York.
Les objectifs d'ISPIM sont de créer un réseau international d'excellence dans le domaine de la gestion de l'innovation, d'accroître la collaboration entre ses membres et d'être à l'avant-garde de la recherche et de l'innovation.
L'INO fut l'hôte de la troisième édition annuelle du symposium ISPIM. Ayant lieu au Centre des congrès de Québec du 13 au 15 décembre 2010, le symposium a permis à 150 universitaires, entrepreneurs, consultants et autres professionnels impliqués dans la gestion de l'innovation, en provenance de plus de 40 pays différents, d'échanger des idées et de développer de nouvelles possibilités de partenariat  .